# Eulonche oblinita
Eulonche oblinita är en fjärilsart som beskrevs av Smith och John Abbot 1797. Eulonche oblinita ingår i släktet Eulonche och familjen nattflyn. Inga underarter finns listade i Catalogue of Life.